# Secret Honor
Secret Honor è un film del 1984 diretto da Robert Altman, con Philip Baker Hall come unico protagonista nel ruolo del 37º Presidente degli Stati Uniti Richard Nixon. Negli Stati Uniti è uscito anche con i titoli Lords of Treason e  Secret Honor: A Political Myth.
Adattamento del testo teatrale Secret Honor: The Last Testament of Richard M. Nixon, portato in scena l'anno precedente da Donald Freed e Arnold M. Stone e interpretato dallo stesso Philip Baker Hall, è un racconto immaginario che cerca di esplorare la personalità di Nixon attraverso un lungo monologo in cui il presidente, nella solitudine del suo studio, registra le sue memorie ripercorrendo la propria esistenza.
Nel 1985 è stato presentato al 35º Festival internazionale del cinema di Berlino, aggiudicandosi il Premio FIPRESCI nella sezione "Forum of New Cinema" ex aequo con Cabra Marcado Para Morrer di Eduardo Coutinho.

## Trama
Il vecchio presidente Nixon, ormai caduto in disgrazia, è seduto da solo nel suo studio con un registratore, una bottiglia di whisky e una pistola carica. Cominciano così i ricordi (e le giustificazioni) a proposito del suo passato e della sua carriera politica, dagli anni della gioventù alla scalata alla Casa Bianca, dai rapporti con Eisenhower, i Kennedy, Fidel Castro, Chruščëv e Kissinger, fino alle ragioni che portarono allo scandalo Watergate e alla sua caduta politica.

## Produzione
All'inizio degli anni ottanta, reduce dal flop di Popeye - Braccio di Ferro e sempre più in difficoltà nel trovare produttori, Robert Altman si allontanò da Hollywood e iniziò a dedicarsi a produzioni televisive e adattamenti cinematografici di lavori teatrali (Jimmy Dean, Jimmy Dean, Streamers). Fu in questo periodo che il produttore Scott Bushnell gli fece conoscere la pièce Secret Honor e il regista rimase talmente colpito che decise di portarla sul grande schermo.
Le riprese, che durarono appena sette giorni, vennero effettuate con un budget limitato nell'Università del Michigan a Ann Arbor, dove Altman era professore invitato presso il Dipartimento di Comunicazione, e alcuni dei suoi studenti furono impiegati insieme al resto della troupe. Il film, più breve di circa un'ora rispetto all'originale teatrale, venne girato in 16 mm e successivamente "gonfiato" in 35 mm.
Per il ruolo di Richard Nixon fu scelto lo stesso protagonista della versione teatrale, Philip Baker Hall, che lo aveva interpretato per la prima volta all'Actor's Theatre di Los Angeles l'anno precedente ricevendo una nomination ai Drama Desk Awards nella categoria Outstanding Solo Performance. Dopo una lunga carriera televisiva e teatrale, Secret Honor avrebbe lanciato definitivamente la sua carriera cinematografica.

## Distribuzione
Secret Honor è stato proiettato la prima volta il 15 settembre 1984 al Toronto Film Festival ed è stato distribuito nelle sale cinematografiche statunitensi a partire dal 7 giugno 1985. Nel 2004 è uscita la versione DVD della Criterion Collection con contenuti extra.

## Critica
Pur passando sostanzialmente inosservato alla sua uscita, Secret Honor ricevette recensioni positive da parte della critica e alcuni lo hanno considerato uno dei capolavori dimenticati di Robert Altman. Il 7 giugno 1985, Vincent Canby del New York Times lo descrisse come «uno dei più divertenti, inquietanti, fantasiosi e sorprendenti film nel suo genere... La sceneggiatura è un lavoro estremamente abile, brillante e drammatico con al centro un personaggio straordinario. Altman non sminuisce il materiale, né lo fa l'ottima performance del signor Hall, rischiosa e straordinaria tanto quella del vincitore dell'Oscar F. Murray Abraham per Amadeus».

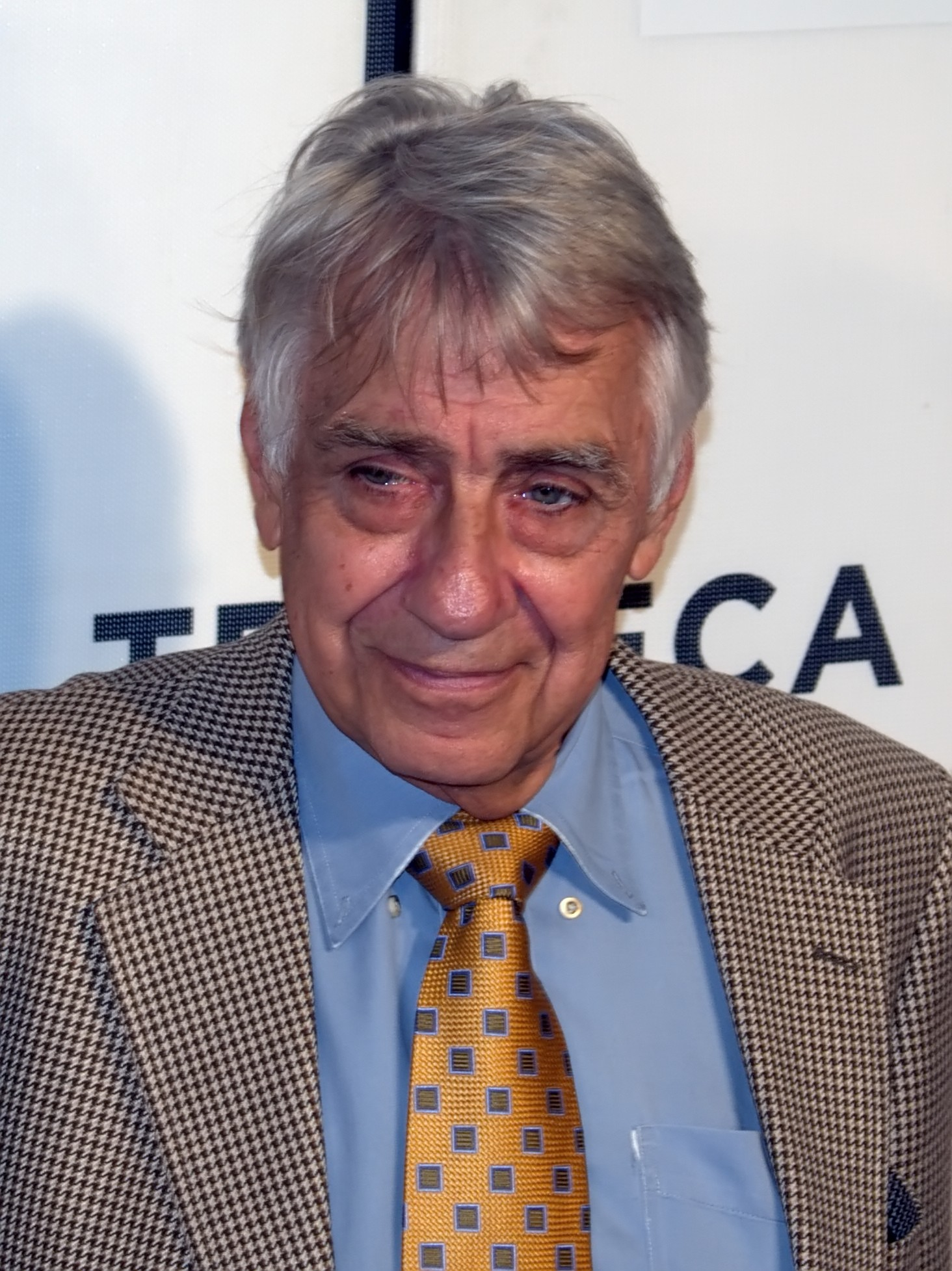
L'interprete Philip Baker Hall, acclamato dalla maggior parte della critica per questo film.

Il critico e sceneggiatore Roger Ebert ha parlato di «uno dei film più caustici, laceranti e brillanti del 1984» e Jeffrey M. Anderson «senza dubbio il migliore dei film di Altman degli anni ottanta», mentre il critico del Chicago Tribune Michael Willington lo ha definito divertente ma anche commovente e straziante e forse il meno visto e apprezzato dei grandi film americani degli anni ottanta, lodando in particolare l'interpretazione di Philip Baker Hall.
Altri hanno evidenziato la performance dell'attore, come Tom Sutpen di Bright Lights Film Journal («Per trovare una performance simile nel cinema bisogna tornare indietro alla puntigliosa teatralità di Charles Laughton o John Barrymore») o il critico di PopMatters Bill Gibron che l'ha definita una delle più grandi nella storia della recitazione: «Sicuramente ci sono alcune fiorettature tecniche e artistiche (l'uso degli schermi video per i salti nel passato di Nixon, le carrellate fluide che rafforzano la sensazione di isolamento e ristrettezza mentale) così come uno splendido controllo narrativo, ma questo è lo show di Hall. Altman non fa altro che catturarlo attraverso la telecamera. Ciò non vuol dire che Secret Honor non sia un lavoro cinematografico completo, ma ha molto più a che fare con la passione recitativa che con lo stupore delle inquadrature scelte».
Non sono mancate comunque le posizioni negative come quella del critico del Chicago Reader Dave Kehr: «Il materiale drammatico, surriscaldato tanto per cominciare, è mandato su di giri da una recitazione isterica e ulteriormente esagerato da una movimentata mise-en-scene basata su movimenti di camera senza senso e zoom che annullano gli spazi. Come sempre accade nelle fiction politiche paranoiche, le ragioni escogitate dai commediografi Donald Freed e Arnold Stone per "spiegare" Nixon (fondamentalmente che era interessato solo al profitto) si rivelano essere scioccamente riduttive e ingenue, che è forse il motivo per cui trovo questo tipo di fiction così confortante a dispetto di una realtà impenetrabilmente complessa».